# Flügelschnecken

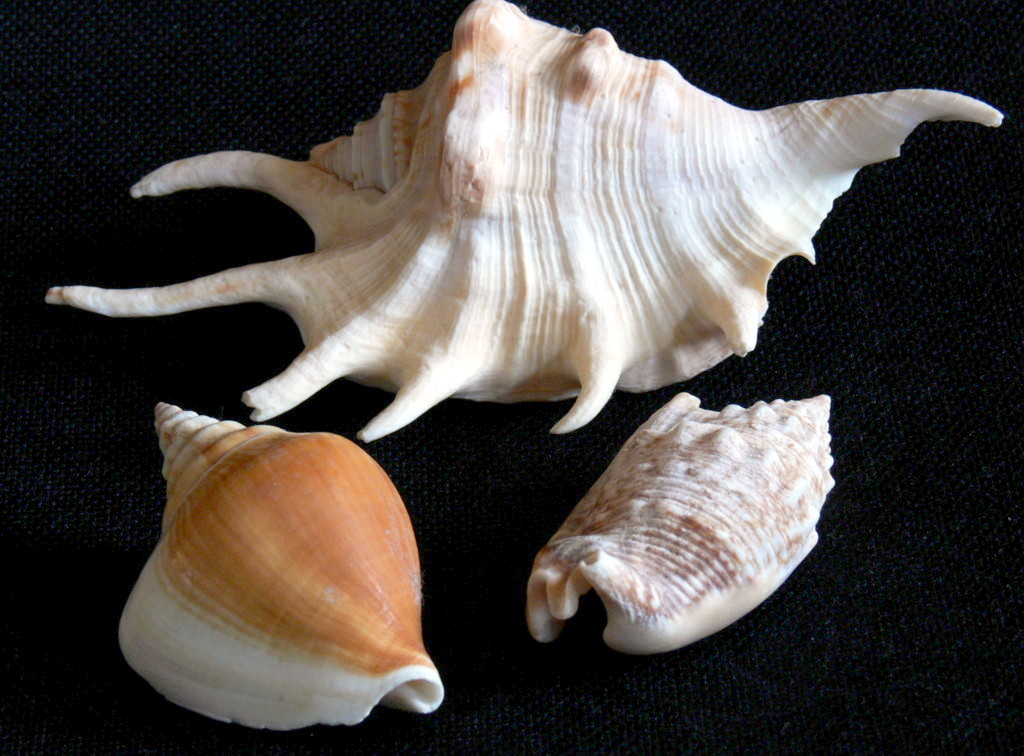
Gehäuse verschiedener Strombidae-Arten

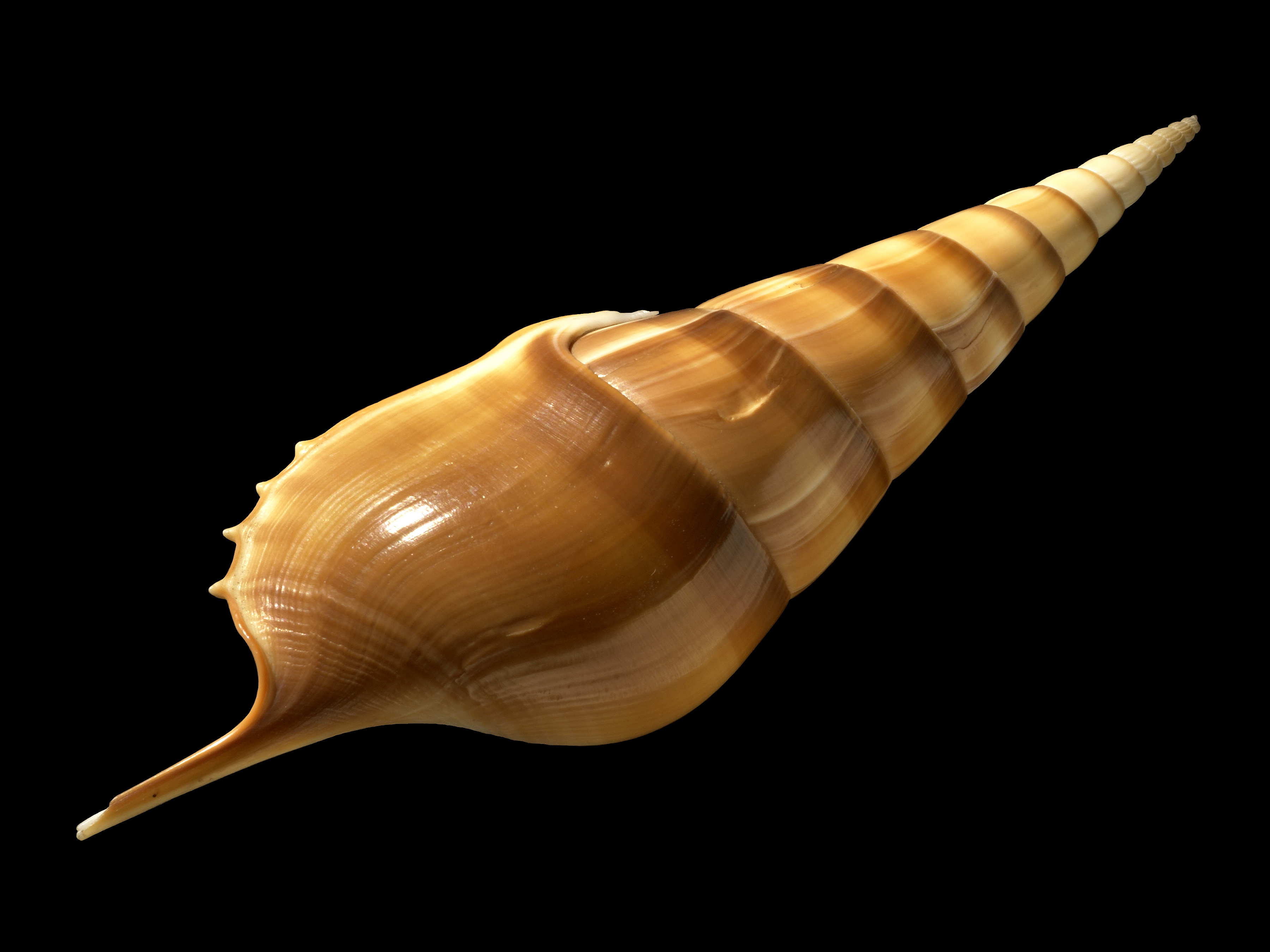
Tibia insulaechorab (Rostellariinae) aus dem Indischen Ozean

Die Flügelschnecken (Strombidae) sind eine Familie mariner Schnecken, die in den tropischen und subtropischen Gebieten leben.

## Merkmale
Die Flügelschnecken haben große, bei vielen Arten mit Stacheln und anderen Auswüchsen versehene Gehäuse. Kennzeichnend für die Familie ist eine U-förmige Einbuchtung vorne am länglichen Gehäuserand, die s.g. Stromboid-Kerbe. Die gut entwickelten Linsenaugen sitzen auf langen Fühlern, von denen kleinere, dünne Fühler zum Tasten abzweigen. Beobachtet eine Flügelschnecke ihre Umgebung, schaut das linke Auge durch die Stromboid-Kerbe und das rechte durch den Siphonalkanal, der ansonsten den Sipho aufnimmt. Charakteristisch für die Flügelschnecken ist auch das krallenförmige hornige Operculum, mit Hilfe dessen sich alle Arten recht schnell fortbewegen können, indem sie dasselbe im Substrat verankern und den Fuß ruckartig zusammenziehen.

## Lebensweise
Flügelschnecken leben in tropischen und subtropischen Meeren auf Sand- und Schlammböden. Sie ernähren sich von Algen und Detritus. Die Strombidae legen ihre Eier in langen gelartigen Bändern ab, die mit Sand und Steinchen bedeckt werden. Aus ihnen schlüpfen planktonische Veliger-Larven.

## Verbreitung
Die Mehrzahl der Flügelschnecken, etwa 40 Arten, sind im Indopazifik verbreitet. Hier findet man unter anderem Vertreter der Gattung Lambis, die s.g. Spinnenschnecken, die an ihrer Gehäusemündung fingerartige Fortsätze haben. Beispiele sind die Gemeine Spinnenschnecke (Lambis lambis), die Skorpions-Flügelschnecke (Lambis scorpius) und die Purpur-Spinnenschnecke (Ophioglossolambis violacea). Auch der Große Bootshaken (Harpago chiragra) und die Hunds-Flügelschnecke (Laevistrombus canarium) leben dort. Weitere Arten der Familie gibt es im östlichen Pazifik und eine einzige Art an der Atlantikküste Afrikas. Sechs Flügelschnecken-Arten kommen im westlichen Atlantik und Karibischen Meer vor, darunter die Große Fechterschnecke (Lobatus gigas), die Rote Fechterschnecke (Strombus pugilis) und die Florida-Fechterschnecke (Strombus alatus). Die größte Art der Familie ist die an der Atlantikküste Brasiliens auftretende Art Lobatus goliath, die annähernd 40 cm Gehäuselänge erreicht.

## Gefährdung
Die Riesen-Flügelschnecke (Große Fechterschnecke, Strombus gigas) aus der Karibik, deren Gehäuse eine Länge von 30 Zentimeter erreichen kann, ist durch übermäßiges Sammeln schon stark gefährdet. Sie ist im rohen und gegarten Zustand als Delikatesse begehrt. Die Gehäuse werden als Souvenirs an Touristen verkauft. Lambis truncata wird mit 35 Zentimeter noch größer.

## Systematik
Die Familie wird derzeit in zwei Unterfamilien unterteilt:
- Strombinae Rafinesque, 1815
- Rostellariinae Gabb, 1868